# Mike Modano

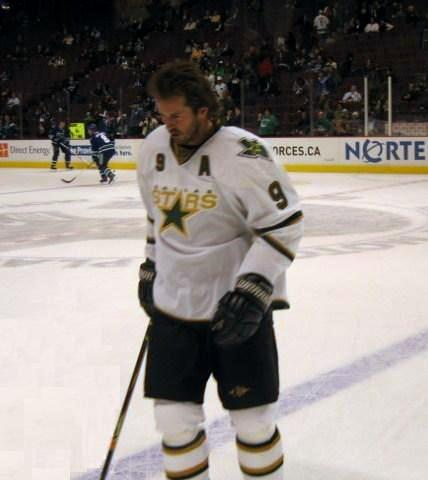
Mike Modano

Michael Thomas Modano, Jr. (Livonia, 7 juni 1970) is een Amerikaanse voormalig ijshockeyspeler uit de National Hockey League. Hij is de nummer 1 draft pick van 1988 en was jarenlang een van de absolute topspelers in de NHL. Hij heeft het record voor meeste punten gescoord door een Amerikaanse speler in de NHL. Hij speelde vrijwel zijn hele carrière voor de Dallas Stars en was de laatste nog actieve speler in de NHL die ook voor de Minnesota North Stars heeft gespeeld; de voorloper van de Dallas Stars.
Mike Modano gaf lange tijd aan zijn contract bij de Dallas Stars te willen uitdienen. Dat contract liep tot en met het seizoen 2009-2010. Hij diende het contract uit, met een emotioneel afscheid van de Stars franchise in de uitwedstrijd tegen Minnesota Wild. Een speciale ontmoeting, omdat het de stad was waar Modano zijn carrière begon. Hij werd gekroond tot man van de wedstrijd en droeg een shirt van de Minnesota North Stars tijdens zijn ereronde.
Na het seizoen 2009-2010 leek het er op dat - de inmiddels 39-jarige - Mike Modano zou stoppen met ijshockey. In de zomerstop tekende hij echter een contract voor 1 seizoen bij de Detroit Red Wings. Het zal de eerste keer zijn dat Mike Modano voor een andere club speelt dan de Stars.
Na een matig seizoen in Detroit waarin hij slechts 4 goals scoorde en 11 assists gaf, kondigde Mike Modano vlak voor het begin van het seizoen 2011-2012 aan dat hij stopte met ijshockey.

## Prestaties
Mike Modano speelde 3 Stanley Cup finales in zijn carrière. De eerste, in 1991 nog als speler van de Minnesota North Stars. De andere 2 in 1999 en 2000 waren als speler van de Dallas Stars. De finale van 1999 werd ook gewonnen door de Dallas Stars met Modano als een van de uitblinkers.
Mike Modano is in zijn gehele carrière genomineerd geweest voor de Calder Memorial Trophy, de Frank J. Selke Trophy en de Lady Byng Trophy. Hij won echter geen van de 3. In 1990 ging de Calder Memorial Trophy, de bokaal voor beste nieuwkomer in de NHL, naar Sergei Makarov. Dit leidde tot enige controversie omdat Makarov 31 jaar oud was en al 12 jaar in de hoogste divisie van de Sovjet-Unie had gespeeld. Het incident zorgde ervoor dat de Calder Memorial Trophy voortaan alleen aan spelers onder de 26 jaar vergeven kon worden.
In het seizoen 1993-1994, het eerste seizoen in Texas, scoorde Mike Modano 50 goals. Hij maakte tot nu toe 7 hattricks in zijn loopbaan. Modano heeft slechts 1 keer gevochten in een wedstrijd, met Rod Brind'Amour. In totaal behaalde Modano meer dan 1000 punten in de NHL (zowel een goal als een assist geldt als een punt).
In maart 2007 scoorde Modano 2 maal in de verloren wedstrijd tegen de Nashville Predators. Het waren zijn 502e en 503e goal. Daarmee had Mike Modano de meeste goals ooit voor een Amerikaanse speler in de NHL. In november van hetzelfde jaar brak hij nog een record. Hij scoorde 2 maal in de thuiswedstrijd tegen de San Jose Sharks. Daarmee pakte hij het record voor meeste punten in de NHL verdiend door een Amerikaanse speler. Onder de vele felicitaties die hij ontving zat er ook 1 van president George W. Bush die hem belde vanuit Air Force One.
Mike Modano heeft ook enkele keren de Verenigde Staten vertegenwoordigd op internationale toernooien. Zo speelde hij voor Team USA op de Olympische Winterspelen 2002 in Salt Lake City en won daarmee zilver.

## Records

### NHL
- Meeste goals gescoord door een Amerikaanse speler (561 goals)
- Meeste punten verzameld door een Amerikaanse speler (1370 punten)
- Meeste punten in de play-offs verzameld door een Amerikaanse speler (145 punten)
- Meest gespeelde wedstrijden door een Amerikaanse aanvaller (1499 wedstrijden)

### Minnesota North Stars/Dallas Stars
- Meest gespeelde wedstrijden in zowel het reguliere seizoen als de play-offs (1459 wedstrijden, 174 play-off wedstrijden)
- Meeste goals in zowel het reguliere seizoen als de play-offs (557 goals, 58 play-off goals)
- Meeste assists in zowel het reguliere seizoen als de play-offs [802 assists, 87 assists in de play-offs)
- Meeste punten in zowel het reguliere seizoen als de play-offs (1359 punten, 145 play-off punten)